# Тройничевська
Тройничевська (рос. Тройничевская) — присілок в Виноградовському районі Архангельської області Російської Федерації.
Населення становить 22 особи. Органом місцевого самоврядування до 2021 року було Осиновське муніципальне утворення.

## Історія
Від 1937 року належить до Архангельської області.
Від 2004 року належить до муніципального утворення Осиновське муніципальне утворення.

## Населення
| 2002 | 2010 | 2012 |
| ---- | ---- | ---- |
| 45   | ↘26  | ↘22  |